# Xanthorhoe extrema
Xanthorhoe extrema är en fjärilsart som beskrevs av Schneider 1932. Xanthorhoe extrema ingår i släktet Xanthorhoe och familjen mätare. Inga underarter finns listade i Catalogue of Life.